# 海面地形

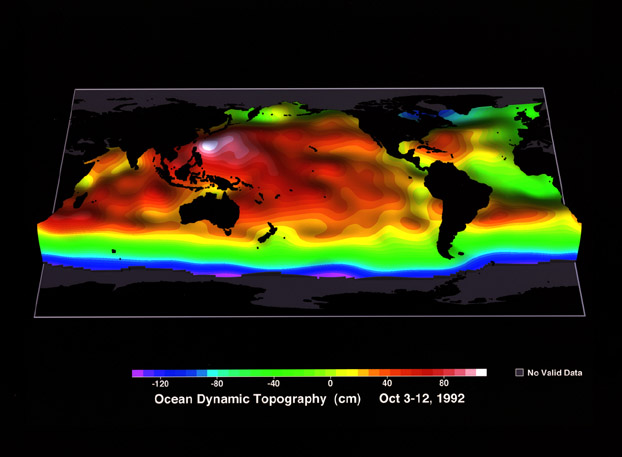
TOPEX/ポセイドンは全世界の海洋における大規模海流を研究するための高精度海面地形図を作成するための最初の宇宙計画だった。この画像はわずか10日分（1992年10月3日から10月12日）のTOPEX/ポセイドンのデータから作成されたものだが、過去100年以上にわたって収集されてきた船舶からの観測によって特定されてきた海流の大半が描かれている

海面地形（かいめんちけい、ocean surface topography 
あるいは sea surface topography）とは、海面の高低図であり、通常の地形図に地勢（山や谷）が描かれているのと似ている。海洋表面地形（かいようひょうめんちけい）あるいは海面トポグラフィー（かいめんトポグラフィー）ともいう。
この海面高の違いは、地球のジオイドと比較した平均海水面（average sea surface height (SSH)）で表される。

## 利用
海面地形は、海流を地図化するために使われる。海流は予測可能な流路で、海洋の「山」と「谷」の周囲を通る。北半球の「山」と南半球の「谷」の周囲では時計回りを描く。これはコリオリ力の影響である。逆の反時計回りの動きは、北半球の「谷」と南半球の「山」の周囲で起きる。
また、地球気候の重要要素である海洋による熱移動がどのように行われているかの分析や、世界の海面上昇（海水準変動）の監視にも海面地形は使われている。データの収集は、海洋と海流の長期的な情報を得る上で有益である。NASAによれば、このデータは天候、気候、航法、漁業管理、沖合での活動などの理解を深めるためにも使える。潮の満ち引き、海洋循環、海の総熱量などの研究にも観測データは用いられる。これらの観測は、天気や地球気候の短期的および長期的な影響を予測する助けとなる。